# Dance Love Pop
Dance Love Pop – trzeci album studyjny wydany przez szwedzką wokalistkę pop Agnes wydany dnia 29 października 2008 nakładem wytwórni Universal Music. Płytę promowały dwa single – „On and On” oraz „Release Me” natomiast sam album znalazł się na pozycji #5 szwedzkiego notowania najczęściej sprzedawanych płyt. Dnia 1 kwietnia 2009 na rynku muzycznym ukazała się specjalna edycja albumu, Dance Love Pop: The Love Love Love Edition wzbogacona o dodatkowy krążek, na którym znalazł się trzeci singel prezentujący dzieło, „Love Love Love”.

## Informacje o albumie
Informację na temat tytułu krążka media otrzymały dnia 13 września 2008 przez Kaja Kindvalla za pośrednictwem stacji radiowej Tracks. Kilka dni później, 17 września 2008 tę nowinę oficjalnie potwierdziła wytwórnia płytowa wokalistki. Kindvall stwierdził, że album „odkrywa trzy rzeczy zawarte w muzyce prezentowanej na krążku; (...) jest to muzyka dance, która krąży wokół popu i opowiada o miłości”.

## Recenzje
Sandra Wall z gazety Norrköpings Tidningar stwierdziła, że „Agnes stworzyła album, który doskonale pasuje do każdego klubu, gdyż muzyka na albumie wywołuje rozrywkowy nastrój. Artystka nadal trzyma wysoki standard, od momentu kiedy wygrała Idola, jednak obecnie znacznie zwiększyła tempo rozwoju muzycznego, przez co dalej jest świetna. Warstwa liryczna krążka nie jest głęboka i porusza tematy niedoskonałego związku wyśmienicie nadając się na klubowy parkiet”.
Anneli Wikström recenzentka Metra pisze „Niech was nie zmyli dziecinna okładka. Album pod względem muzycznym znacznie odbiega od melodyjek popowych rodem z prywatek”. Zaznacza ona także, iż materiał zawarty na krążku jest zaskakująco dojrzały, konkurujący z muzyką lat 80. Lisa Appelqvist z Kristianstadsbladet porównuje Agnes do Madonny i Whitney Houston dodając, że „artystka ze swojego głosu przypominającego ten diw z lat 70. wykrzykuje swoje słynne „Release Me”, które przypomina popularne „Like a Prayer” Madonny z gospolowo-skrzypkowym rytmem muzycznym”. Recenzentkę zdumił fakt, iż „tak młoda, 21 letnia osoba już w tym wieku jest w stanie zaprezentować nam tak różną, a zarazem dobrą muzykę w przyszłości”. Johan Rylander z Göteborgsposten wyznaje, że kooperacja z Andersem Hanssonem doprowadziła do „znaczącej zmiany wizerunku, jaki Agnes prezentowała od czasów wygranej w Idolu. Bombowe ballady w stylu Celine Dion poszły w niepamięć na rzecz nowoczesnego, a zarazem świetnego jakościowo dance-popu”.

## Lista utworów

### Dance Love Pop
(Wydany dnia 29 października 2008)
1. „Release Me” (A. Hansson, S. Vaughn, Agnes) – 4:16
2. „On and On” (A. Hansson, S. Diamond) – 3:52
3. „Love Me Senseless” (A. Hansson, T. Leah) – 4:40
4. „How Do You Know” (A. Hansson, R. Shaw) – 3:50
5. „I Need You Now” (A. Hansson, S. Vaughn) – 3:46
6. „Look at Me Now” (A. Hansson, S. Diamond, Agnes) – 3:56
7. „Don’t Pull Your Love Out” (A. Hansson, K. DioGuardi) – 3:15
8. „Open Up Your Eyes” (A. Hansson, S. Diamond, Agnes) – 3:37
9. „Sometimes I Forget” (A. Hansson, S. Diamond, Agnes) – 4:15
10. „Big Blue Wall” (A. Hansson, S. Vaughn) – 4:39

Utwory bonusowe
- 11. „Release Me” (Robert Abigail Remix) (A. Hansson, S. Vaughn, Agnes) – 3:40 (Belgijski utwór bonusowy)
- 12. „Release Me” (Nils Van Zandt Radio Remix) (A. Hansson, S. Vaughn, Agnes) – 4:30 (Belgijski utwór bonusowy)
- 13. „Release Me” (DJ Rebel Radio Edit) (A. Hansson, S. Vaughn, Agnes) – 3:45 (Belgijski utwór bonusowy)

### Dance Love Pop: The Love Love Love Edition
(Wydany dnia 1 kwietnia 2009)

- Dysk 1

1. „Release Me” (A. Hansson, S. Vaughn, Agnes) – 4:16
2. „On and On” (A. Hansson, S. Diamond) – 3:52
3. „Love Me Senseless” (A. Hansson, T. Leah) – 4:40
4. „How Do You Know” (A. Hansson, R. Shaw) – 3:50
5. „I Need You Now” (A. Hansson, S. Vaughn) – 3:46
6. „Look at Me Now” (A. Hansson, S. Diamond, Agnes) – 3:56
7. „Don’t Pull Your Love Out” (A. Hansson, K. DioGuardi) – 3:15
8. „Open Up Your Eyes” (A. Hansson, S. Diamond, Agnes) – 3:37
9. „Sometimes I Forget” (A. Hansson, S. Diamond, Agnes) – 4:15
10. „Big Blue Wall” (A. Hansson, S. Vaughn) – 4:39

- Dysk 2

1. „Love Love Love” (A. Hansson) – 2:59
2. „Love Love Love” (Wersja przedłużona) (A. Hansson) – 5:00
3. „On And On” (Anotha Ding-an Be-an Version) (A. Hansson, S. Diamond) – 6:19
4. „On And On” (The Void Remix) (A. Hansson, S. Diamond) – 3:52
5. „On And On” (Wersja akustyczna) (A. Hansson, S. Diamond) – 2:42
6. „Release Me” (Pio Radio Remix) (A. Hansson, S. Vaughn, A. Carlsson) – 3:39
7. „Release Me” (Wersja akustyczna) (A. Hansson, S. Vaughn, A. Carlsson) – 3:48
8. „On And On” (teledysk)
9. „Release Me” (teledysk)

## Produkcja
- Główne wokale: Agnes Carlsson
- Pozostałe wokale: Agnes Carlsson, Britta Bergstrom, Jeanette Olsson, Martin Rolinski, Anders Hansson
- Główny producent: Anders Hansson
- Producenci: Anders Hansson, Felix Persson, Marta Grauers
- Preparator: Ronny Lahti
- Zmiksowane przez Erik Broheden
- Keyboard: Anders Hansson, Felix Persson, Marta Grauers
- Strunowce: Erik Arvinder, Anders Hansson, Erik Arvinder
- Skrzypce: Erik Arvinder, Josef Cabrales-Alin, Andreas Forsman, Anders Hjortvall, Anna Larsson, Daniel Migdal, Andrej Power, Aleksander Satterstrom, Fredrik Syberg
- Altówka: Olof Ander, Erik Holm, Anders Noren, Christopher Ohman
- Wiolonczela: Gudmund Ingvall, Cecilia Linne, Henrik Soderquist, Erik Wahlgren
- Kontrabas: Danijel Petrovic
- Gitara: Staffan Astner, Anders Hansson
- Projekt okładki: Ricky Tillblad/Zion Graphics
- Fotografie: Waldemar Hansson
- Styliści: Margaretha Julle, Linda Gradin

## Pozycje na listach
| Lista sprzedaży (2008-09)    | Najwyższa pozycja |
| ---------------------------- | ----------------- |
| Austria IFPI Albums Chart    | 70                |
| Francja SNEP Albums Chart    | 38                |
| Szwajcaria IFPI Albums Chart | 45                |
| Szwecja IFPI Albums Chart    | 5                 |

## Daty wydania
| Państwo         | Data                                         | Wytwórnia       |
| --------------- | -------------------------------------------- | --------------- |
| Szwecja         | 29 października 2008 (Wersja standardowa)    | Universal Music |
| Szwecja         | 1 kwietnia 2009 (The Love Love Love Edition) | Universal Music |
| Belgia          | 23 kwietnia 2009                             | Universal Music |
| Polska          | 10 lipca 2009                                | Universal Music |
| Dania           | 24 sierpnia 2009                             | Universal Music |
| Francja         | 7 września 2009                              | Universal Music |
| Finlandia       | 28 września 2009                             | Universal Music |
| Norwegia        | 28 września 2009                             | Universal Music |
| Niemcy          | 2 października 2009                          | Universal Music |
| Holandia        | 13 listopada 2009                            | Universal Music |
| Wielka Brytania | 7 grudnia 2009 (Edycja brytyjska)            | Universal Music |